# نايف أبو شرخ
نايف فتحي أبو شرخ (ولد في 14 تشرين أول 1966 في نابلس، قتل في 26 حزيران 2004 فيها)، مناضل فلسطيني من حركة فتح، ومن مؤسسي كتائب شهداء الأقصى ومجموعة فرسان الليل في نابلس. استشهد مع مقاومين آخرين في اشتباك مسلح مع قوة من الجيش الإسرائيلي داهمت المدينة.

## عنه
ولد في نابلس والتحق في سن مبكرة بحركة فتح. شارك في مقاومة الاحتلال الإسرائيلي واعتقل عام 1986 وسجن لثماني سنوات. افتتح عام 1993 أول مكتب لنادي الأسير الفلسطيني ونشط من أجل حقوق الأسرى الفلسطينيين. عمل موظفا في الارتباط الفلسطيني ثم انتقل إلى العمل جهاز المخابرات. شارك في الانتفاضة الثانية وكان واحدا من مؤسسي كتائب شهداء الأقصى وقادتها الميدانيين، وطورد وتعرض لعدة محاولات لاغتياله أصيب في إحداها، ودمرت قوات الاحتلال منزل أسرته. رفض عام 2004 اقتراحا من السلطة الفلسطينية بتسليم نفسه ونقله إلى سجن أريحا مقابل وقف ملاحقته.
استشهد أبو شرخ في 26 حزيران 2004 داهمت قوة كبيرة من الجيش الإسرائيلي المدينة في عملية موسعة طالت ستة من قيادات وناشطي المقاومة الفلسطينية منهم جعفر المصري من كتائب القسام وفادي البهتي من سرايا القدس قتلوا جميعا بتفجير سرداب كانوا يختبئون فيه.
تزوج وله 4 أولاد، هم فتحي وفادي وشادي وعميد. وقد سجن أكبرهم فتحي لدى سلطات الاحتلال تسع سنوات، كما تعرض فادي إلى لاعتقال لدى سلطات الاحتلال ولملاحقة أجهزة السلطة الفلسطينية.